# Грідинська (Виноградовський район)
Грідинська (рос. Гридинская) — присілок в Виноградовському районі Архангельської області Російської Федерації.
Населення становить 187 осіб. Органом місцевого самоврядування до 2021 року було Борецьке муніципальне утворення.

## Історія
Від 1937 року належить до Архангельської області.
Від 2004 року належить до муніципального утворення Борецьке муніципальне утворення.

## Населення
| 2002 | 2009 | 2010 | 2012 |
| ---- | ---- | ---- | ---- |
| 255  | ↘231 | ↘174 | ↗187 |